# فرودگاه محلی فورت اسمیث
فرودگاه محلی فورت اسمیث (به انگلیسی: Fort Smith Regional Airport) یک فرودگاه همگانی با کد یاتا FSM است که یک باند فرود آسفالت دارد و طول باند آن ۲۴۳۸ متر است. این فرودگاه در کشور ایالات متحده آمریکا قرار دارد و در ارتفاع ۱۴۳ متری از سطح دریا واقع شده است.